# لسلی اودم جونیور
لسلی اودم جونیور (انگلیسی: Leslie Odom Jr.؛ زادهٔ ۶ اوت ۱۹۸۱) رقصنده، بازیگر سینما، خواننده، بازیگر تئاتر، بازیگر تلویزیون، صداپیشه، و کارگردان نمایش اهل ایالات متحده آمریکا است. وی از سال ۱۹۹۸ میلادی تاکنون مشغول فعالیت بوده‌است. از فیلم‌ها یا برنامه‌های تلویزیونی که وی در آن نقش داشته‌است می‌توان به ان‌سی‌آی‌اس: لس آنجلس، همسر خوب، سی‌اس‌آی: میامی، دختران گیلمور، مظنون، دمقرمزها، همیلتون، موسیقی، قتل در قطار سریع‌السیر شرق، هریت، آمرزیدگان فراوان شهر نیوآرک، سوزنی در انبار زمان، یک شب در میامی و همیلتون اشاره کرد.